# Sellerikål
Sellerikål (Brassica rapa subsp. chinensis), även pak choi, är en sortgrupp inom den mångformiga arten Brassica rapa (rova). Den har vita, stora, uppsvällda bladstjälkar och mörkgröna bladskivor, och som mat definieras den som bladgrönsak. Den är nära släkt med salladskål, och liksom denna härstammar den från Kina (och Japan).

## Biologi
Sellerikål är en två- till flerårig örtväxt som blir cirka 10-15 cm hög.
Arten är en av de viktigaste grödorna i Kina och Japan. Den började odlas i Europa på 1980-talet, och den visade sig vara lättodlad även i svenskt klimat. Till utseendet påminner den om mangold.
Som mat har växten många användningsområden, kan ätas färsk i sallader, stekas, grillas och kokas. Wok är ett vanligt tillagningsätt.

## Namnvarianter
Sortgruppen kallas även bladkål och pak choi (kantonesiska: 白菜; 'vit grönsak'). Benämningen pak choi används mest i Europa, medan bok choy är vanligt förekommande i Nordamerika. Det kan även stavas som bok choi, pak choy, pak-choi, pak-choy med mera.